# Sphenoptera cuprifrons
Sphenoptera cuprifrons es una especie de escarabajo del género Sphenoptera, familia Buprestidae. Fue descrita científicamente por Faldermann en 1835.

## Distribución
Habita en la región paleártica.